# Сан Пабло (Њу Мексико)
Сан Пабло (енгл. San Pablo) насељено је место без административног статуса у америчкој савезној држави Њу Мексико.

## Демографија
По попису из 2010. године број становника је 806.
| Група             | 2000.    | 2010.       |
| Белци             | 0 (0,0%) | 207 (25,7%) |
| Афроамериканци    | 0 (0,0%) | 0 (0,0%)    |
| Азијати           | 0 (0,0%) | 2 (0,2%)    |
| Хиспаноамериканци | 0 (0,0%) | 593 (73,6%) |
| Укупно            | 0        | 806         |